# Коноплянка (Тамбовская область)
Коноплянка — деревня в Инжавинском районе Тамбовской области России. 
Входит в Красивский сельсовет.

## География
Расположена на реке Балыклей (недалеко от её впадения в Ворону), в 4 км к востоку от райцентра, посёлка городского типа (рабочего посёлка) Инжавино, и в 90 км по прямой к юго-востоку от центра города Тамбова.
В 4 км к югу находится центр сельсовета, село Красивка. К северу, на противоположном берегу реки Балыклей, находится село Балыклей. 

## Население
| 2002 | 2010 |
| ---- | ---- |
| 415  | ↘333 |

Согласно результатам переписи 2002 года, в национальной структуре населения русские составляли 100 % от жителей.